# A27 road
Die A27 road (englisch für Straße A27) ist eine 138,6 km lange, teilweise als Primary route ausgewiesene Straße in England, die Whiteparish im Südosten von Salisbury mit Pevensey in East Sussex verbindet.

## Verlauf
Die A27 zweigt bei Whiteparish von der A36 road ab und führt in östlicher Richtung über Romsey am Test und in der Folge etwa parallel zum M27 motorway nach Fareham, wo sie die A32 road kreuzt und nördlich an Portsmouth vorbei. Dabei verläuft sie ein kurzes Stück gemeinsam mit der A3 road. Der M27 wird an seinem Ende von der A27 nach Osten mindestens vierstreifig ausgebaut als Primary route fortgesetzt, führt am Abzweig der A3(M) road vorbei und durchquert Havant. Die Straße umgeht weiter Chichester südlich, kreuzt in Fontwell die A29 road, umgeht Arundel (Ausbau der Umgehung in Planung) und setzt sich zwischen den South Downs und der Kanalküste, nicht mehr durchgehend vierstreifig, fort; dabei werden Worthing und Brighton umgangen. Bei Lewes endet der vierstreifige Ausbau an der Einmündung der A26 road endgültig. Die Straße führt weiter durch die South Downs nach Polegate, verläuft ein kurzes Stück gemeinsam mit der vierstreifig ausgebauten A22 road und trifft östlich von Eastbourne bei Pevensey auf die küstennah verlaufende A259 road, an der sie endet.